# Орів-Уличнянське нафтове родовище
Орів-Уличнянське нафтове родовище — належить до Бориславсько-Покутського нафтогазоносного району Передкарпатської нафтогазоносної області Західного нафтогазоносного регіону України.

## Опис
Розташоване у Дрогобицькому районі Львівської області на відстані 16 км від м. Дрогобич.
Приурочене до першого ярусу складок північно-західної частини Бориславсько-Покутської зони. 
Виявлене в 1950-53 рр.
Структура є фронтальною складкою першого ярусу, яка має дещо відмінне від загальнокарпатського субширотне простягання. Це асиметрична антикліналь, насунута у півн. напрямку на структури другого ярусу. Довжина її понад 8 м, ширина 7, а висота 1,2 м. 
Перший приплив нафти та газу отримано в 1962 р. при випробовуванні пісковиків менілітової світи з інт. 3136,5-3141 м. Всього пробурено 104 свердловини. 
Поклади склепінчасті, тектонічно екрановані та літологічно обмежені. Режим Покладів пружний та розчиненого газу. Колектори — пісковики та алевроліти. 
Експлуатується з 1962 р. Запаси початкові видобувні категорій А+В+С1: нафти — 4524 тис. т; розчиненого газу — 2853 млн. м³. Густина дегазованої нафти 837-854 кг/м³. Вміст сірки у нафті 0,13-0,41 мас.%.